# Милысай (Костанайская область)
Милысай (каз. Милысай, до 1999 г. — Юбилейное) — село в Джангельдинском районе Костанайской области Казахстана. Административный центр и единственный населённый пункт Милысайского сельского округа. Код КАТО — 394257100.

## Население
В 1999 году население села составляло 809 человек (405 мужчин и 404 женщины). По данным переписи 2009 года, в селе проживало 388 человек (199 мужчин и 189 женщин).